# Scopula dohertyi
Scopula dohertyi là một loài bướm đêm trong họ Geometridae.